# Gerichtsorganisation in England und Wales

Gerichtsorganisation in England und Wales

Die Gerichtsorganisation in Englands und Wales findet nach dem Recht Englands und Wales’ statt. Die Struktur der Gerichte weist nicht den klaren Aufbau kontinentaler Rechtsordnungen auf; dies erklärt sich aus seiner jahrhundertelangen evolutiven Entstehung. 
Neben diesem Gerichtssystem gibt es eigene Systeme, sowohl hinsichtlich der Gerichtsorganisation als auch des gesamten Rechts, in Schottland und in Nordirland.  Von dieser Regel gibt es nur wenige Ausnahmen. Beispielsweise gilt das Einwanderungsrecht im ganzen Vereinigten Königreich und das First-tier Tribunal ist landesweit zuständig (ebenso wie das Vorgängergericht in Form des Asylum and Immigration Tribunal). Auch auf dem Gebiet des Arbeitsrechtes sind die Employment Tribunals landesweit zuständig mit Ausnahme Nordirlands.
Der Court of Appeal, der High Court, der Crown Court, die Magistrates’ Courts und die County Courts werden vom His Majesty’s Courts and Tribunals Service verwaltet.

## Aufbau

### Erstinstanzliche Gerichte
Die unterste Eben bilden der Magistrates’ Court (Straf- und Familienrecht) sowie der County Court (Zivilrecht).

### Senior Courts

#### Crown Court
Schwerere Verbrechen, sogenannte indictable offences, werden in erster Instanz vor dem Crown Court verhandelt; im Crown Court hat sich als einzigem Gericht das Verfahren vor einer Jury erhalten.

#### High Court of Justice
Der High Court of Justice kann in Zivilsachen erstinstanzlich entscheiden, in Strafsachen auch zweitinstanzlich: Er unterteilt sich in Queen’s/King’s Bench Division (Zivilrecht), Family Division (Familienrecht) und Chancery Division (Wirtschaftsrecht). 

#### Court of Appeal
Der Court of Appeal wird allein als Revisionsinstanz tätig und untergliedert sich in Criminal und Civil Division.

### Oberster Gerichtshof des Vereinigten Königreichs
Der Oberste Gerichtshof (Supreme Court of the United Kingdom) ist das höchste Gericht im Vereinigten Königreich. Es wurde 2005 durch den Constitutional Reform Act 2005 geschaffen und übernahm die Aufgaben vom House of Lords Appellate Committee. Das Gericht nahm 2009 die Arbeit auf.